# Damian Franciszek Kretkowski
Damian Franciszek Kretkowski herbu Dołęga (zm. po 16 lipca 1675) – kasztelan chełmiński oraz rypiński.
Jako senator wziął udział w sejmach: 1658, 1659, 1661, 1662, 1664/1665, 1665, 1666 (I), 1666 (II), 1668 (II), 1668 (III), 1669 (I), 1670 (II), 1672 (I), 1674 (I), 1674 (II).
Urodził się w rodzinie Jana i Marty Tylickiej. Damian był prawnukiem wojewody brzeskokujawskiego Grzegorza. Trzykrotnie żonaty. Przed 1648 poślubił Annę Kryską. Z małżeństwa z Anną urodziło się sześcioro dzieci: Anna (norbertanka w Strzelnie), Teofila i Agnieszka (benedyktynki w Toruniu), Feliks Ignacy - biskup chełmiński; Jan  (zm. po 1722), chorąży gostyński, Marianna Zofia, żona Ludwika Mniewskiego h. Ogończyk, a następnie Kazimierza Zawadzkiego h. Rogala. Po śmierci Anny poślubił w 1665 Jadwigę Działyńską wojewodziankę pomorską, córkę Pawła Jana Działyńskiego. Z tego małżeństwa urodziło się dwóch synów: Franciszek - komisarz na trybunał lwowski i Andrzej (bezpotomni) i trzy córki, bliźniaczki Eleonora później żona Andrzeja Dziewanowskiego h. Jastrzębiec, kasztelanowa dobrzyńska i Jadwiga (karmelitanka w Poznaniu) oraz Teresa żona Stanisława Rozwadowskiego h. Rogala. Po śmierci drugiej żony ożenił się po raz trzeci, z Teresą Żochowską.
Początkowo dworzanin królewski, podpisał elekcję 1648 i 1674. Był deputatem na Trybunał radomski i posłem do Moskwy w celu utwierdzenia traktatu pokojowego. Od 1660 kasztelan rypiński. W latach 1663–1674 pełnił urząd kasztelana chełmińskiego. Na sejmie abdykacyjnym 16 września 1668 roku podpisał akt potwierdzający abdykację Jana II Kazimierza Wazy. Był członkiem konfederacji generalnej zawiązanej 5 listopada 1668 roku na sejmie konwokacyjnym. Był członkiem konfederacji generalnej zawiązanej 15 stycznia 1674 roku na sejmie konwokacyjnym. Podpisał pacta conventa Jana III Sobieskiego w 1674 roku.